# Прапор Люблинця
Пра́пор Люблинця — затверджений рішенням сесії Люблинецької селищної ради 26 березня 2008 року. Перезатверджений 11 серпня 2019 року.
Автор — А. Гречило.

## Опис
Квадратне біле полотнище, на якому 4 сині мечі вістрями додолу, два крайні вище двох середніх, над ними — чорна підкова вухами вгору.

## Зміст
Біле поле означає великі поклади крейди в селищі, а чотири сині мечі вістрями до низу — 4 люблинецькі панцирні латники, які володіли 10 волоками у селі і мали за це ставати до військової служби. Підкова символізує щастя та адміністративну приналежність до Ковельського району.